# Rhophitulus pauloensis
Rhophitulus pauloensis är en biart som först beskrevs av Heinrich Friese 1916.  Rhophitulus pauloensis ingår i släktet Rhophitulus och familjen grävbin. Inga underarter finns listade i Catalogue of Life.